# Зоря (Олов'яннинський район)
Зоря́ (рос. Заря) — село у складі Олов'яннинського району Забайкальського краю, Росія. Входить до складу Єдиненського сільського поселення.

## Населення
Населення — 76 осіб (2010; 129 у 2002).
Національний склад (станом на 2002 рік):
- росіяни — 81 %